# Hennadij Kusmin
Hennadij Kusmin (russisch Геннадий Павлович Кузьмин/Gennadi Pawlowitsch Kusmin, ukrainisch Геннадій Кузьмін, Schreibweise beim Weltschachbund FIDE Gennadi P Kuzmin; * 19. Januar 1946 in Mariinsk; † 28. Februar 2020 in Luhansk) war ein ukrainisch-sowjetischer Schach-Großmeister.
Hennadij Kusmin nahm von 1965 bis 1991 elfmal an Sowjetischen Meisterschaften teil. Im Jahre 1973 wurde ihm von der FIDE sowohl der Titel Internationaler Meister als auch der Großmeistertitel verliehen.
Kusmin gewann 1969, 1989 und 1999 die ukrainische Meisterschaft. Er arbeitete später vorwiegend als Schachtrainer, so betreute er Ruslan Ponomarjow, Jekaterina Lagno und Gennadij Ginsburg.
Kusmin gewann mit der sowjetischen Nationalmannschaft die Schacholympiade 1974 in Nizza (und erreichte gleichzeitig das drittbeste Einzelergebnis am zweiten Reservebrett) sowie die Mannschaftseuropameisterschaft 1973 in Bath, bei der er außerdem das zweitbeste Einzelergebnis am achten Brett erreichte. Am European Club Cup nahm er zwischen 1982 und 2003 insgesamt 13 Mal teil und gewann diesen 1984 mit Trud Moskau.
Im Mai 1974 erreichte er seine höchste Elo-Zahl von 2600.

## Turniererfolge
- 1972 Baku (UdSSR-Meisterschaft): 3. Platz
- 1973/74 Hastings: 1.–4. Platz
- 1977 Baku: 1. Platz
- 1977 Rubinstein Memorial: 2. Platz
- 1981 Dortmunder Schachtage: 1. Platz[6]
- 1986 Schachfestival Bad Wörishofen: 1. Platz
- 1992 Sankt Petersburg: 2. Platz
- 1994 Berliner Sommer: 1. Platz